# Mustikkasaari (ö i Södra Savolax, Nyslott, lat 62,60, long 28,74)
Mustikkasaari är en ö i Finland. Den ligger i sjön Juojärvi och i kommunen Heinävesi i den ekonomiska regionen  Nyslotts ekonomiska region  och landskapet Södra Savolax, i den sydöstra delen av landet, 300 km nordost om huvudstaden Helsingfors. Öns area är 1,2 hektar och dess största längd är 170 meter i sydöst-nordvästlig riktning.